# Chris Britz
Pour les articles homonymes, voir Britz.
Chris Britz (né le 1er décembre 1963) est un athlète sud-africain, spécialiste de la marche athlétique. 

## Biographie
Il remporte la médaille d'or du 20 km marche lors des championnats d'Afrique 1992, dans le temps de 1 h 29 min 56 s, et se classe deuxième de l'édition suivante, en 1993, derrière l'Éthiopien Getachew Demisse.
En 1995, il remporte le titre des Jeux africains à Harare.

### Palmarès
| Date | Compétition            | Lieu             | Résultat | Épreuve      | Performance     |
| ---- | ---------------------- | ---------------- | -------- | ------------ | --------------- |
| 1992 | Championnats d'Afrique | Belle Vue Maurel | 1er      | 20 km marche | 1 h 29 min 56 s |
| 1993 | Championnats d'Afrique | Durban           | 2e       | 20 km marche | 1 h 29 min 28 s |
| 1995 | Jeux africains         | Harare           | 1er      | 20 km marche | 1 h 28 min 6 s  |

### Records
| Épreuve      | Performance     | Lieu             | Date        |
| ------------ | --------------- | ---------------- | ----------- |
| 20 km marche | 1 h 22 min 21 s | Eisenhüttenstadt | 11 mai 1996 |